# 안토니오 2세 다 몬테펠트로
안토니오 2세 다 몬테펠트로(Antonio II da Montefeltro, 1348–1404)는 이탈리아의 콘도티에리이자 우르비노 백작이다.
우르비노에서 태어난 안토니오는 놀포 다 몬테펠트로 공작의 손자이자 페데리코 2세 다 몬테펠트로의 아들이다. 그는 1375년에 우르비노를 얻고 칼리 또한 소유하고 있었다. 그는 피렌체와 밀라노의 비스콘티 가문과 동맹 관계였다. 구비오의 가브리엘리(Gabrielli)의 음모가 실패로 돌아간 후, 교황 베네딕토 9세을 통해서 그는 구비오의 통치권을 획득했다.
1391년, 말라테스타 가문을 상대로 전쟁을 벌이는 동안, 안토니오는 사소페르라토와 칸티아노 성을 점령했다. 그는 파엔차 군주에게서 딸 젠틸레와 결혼하여 아들 구이단토니오를 얻었다. 그는 전염병이 우르비노를 덥친 1404년에 사망하였다.
안토니오의 딸 바티스타는 1405년 갈레아초 말라테스타와 1405년에 혼인하였다.